# Blunt (Dakota del Sur)
Blunt es una ciudad ubicada en el condado de Hughes en el estado estadounidense de Dakota del Sur. En el Censo de 2010 tenía una población de 354 habitantes y una densidad poblacional de 280,66 personas por km².

## Geografía
Blunt se encuentra ubicada en las coordenadas 44°30′57″N 99°59′19″O / 44.51583, -99.98861. Según la Oficina del Censo de los Estados Unidos, Blunt tiene una superficie total de 1.26 km², de la cual 1.26 km² corresponden a tierra firme y (0%) 0 km² es agua.

## Demografía
Según el censo de 2010, había 354 personas residiendo en Blunt. La densidad de población era de 280,66 hab./km². De los 354 habitantes, Blunt estaba compuesto por el 89.27% blancos, el 2.54% eran afroamericanos, el 4.8% eran amerindios, el 0.28% eran asiáticos, el 0% eran isleños del Pacífico, el 1.69% eran de otras razas y el 1.41% pertenecían a dos o más razas. Del total de la población el 3.95% eran hispanos o latinos de cualquier raza.